# Grande Rocheuse
Grande Rocheuse – szczyt w Masywie Mont Blanc, w grupie Triolet-Verte. Leży we wschodniej Francji (departament Górna Sabaudia), między szczytami Aiguille Verte i Aiguille du Jardin. Szczyt można zdobyć ze schroniska Refuge du Couvercle (2687 m).
Pierwszego wejścia dokonali Michel Ducroz, Michel Balmat i R. Fowler w 1865 r.